# Función trigonométrica inversa
En matemáticas, las funciones trigonométricas inversas (ocasionalmente también llamadas funciones arco, funciones antitrigonométricas o funciones ciclométricas) son las funciones inversas de las funciones trigonométricas (con dominios adecuadamente restringidos). Específicamente, son las inversas de las funciones seno, coseno, tangente, cosecante, secante y cotangente, y se utilizan para obtener un ángulo a partir de cualquiera de las relaciones trigonométricas angulares. Las funciones trigonométricas inversas se utilizan ampliamente en ingeniería, navegación, física y geometría.

## Notación
Existen varias notaciones para las funciones trigonométricas inversas. La convención más común es nombrar funciones trigonométricas inversas usando un prefijo de arco: arcsin(x), arccos(x), arctan(x), etc, convención que se usa en este artículo. Esta notación surge de las siguientes relaciones geométricas: cuando se mide en radianes, un ángulo de θ radianes corresponderá a un arco cuya longitud es rθ, donde r es el radio de la circunferencia. Así, en la circunferencia goniométrica (de radio igual a 1), "el arco cuyo coseno es x" es el mismo que "el ángulo cuyo coseno es x", porque la longitud del arco de circunferencia en radios es la misma que la medida del ángulo en radianes. En los lenguajes de programación de computadoras, las funciones trigonométricas inversas generalmente se denominan con las formas abreviadas Asin, Acos y Atan (en Visual Basic); asin, acos y atan (en C++); o ArcSin, ArcCos y ArcTan (en Pascal).
Las notaciones sin−1(x), cos−1(x), tan−1(x), etc., tal como las introdujo John Herschel en 1813, también se utilizan a menudo en fuentes en inglés, y son coherentes con la notación de las funciones inversas. Esto puede parecer que entra en conflicto con la semántica común para expresiones como sin2(x), que se refieren a una potencia numérica en lugar de a la composición de funciones, y por lo tanto, puede generar una confusión entre el inverso multiplicativo o recíproco y la función inversa. La confusión se mitiga un poco por el hecho de que cada una de las funciones trigonométricas recíprocas tiene su propio nombre, por ejemplo, (cos(x))−1 = sec(x). Sin embargo, algunos autores desaconsejan su uso por su ambigüedad. Otra convención utilizada por algunos autores es emplear una primera letra mayúscula, junto con un superíndice −1: Sin−1(x), Cos−1(x), Tan−1(x), etc. Esto potencialmente evita la confusión con el inverso multiplicativo, que debería estar representado por sin−1(x), cos−1(x), etc. 
Desde 2009, el estándar ISO 80000-2 ha especificado que se use únicamente el prefijo "arco" para denominar a las funciones trigonométricos inversas.
La influencia de los lenguajes de programación ha hecho que cada vez sea más frecuente en la bibliografía en español encontrarse con que las funciones seno y arco seno, tradicionalmente transcritas en los textos matemáticos como sen y arco sen, aparezcan escritas como sin y arc sin. Un ejemplo notable es la propia Wikipedia en español, donde la sintaxis del código LaTex utilizado para escribir fórmulas matemáticas, emplea las formas <math>\sin (x)</math> (con el resultado de {\displaystyle \sin(x)}); y <math>\arcsin (x)</math> (con el resultado de {\displaystyle \arcsin(x)}).

## Propiedades básicas

### Valores principales
Dado que ninguna de las seis funciones trigonométricas son inyectivas, deben estar restringidas para tener funciones inversas. Por lo tanto, los rangos de las funciones inversas son los subconjuntos propios de los dominios de las funciones originales.
Por ejemplo, usando el término función en el sentido de las funciones multivaluadas, al igual que la función raíz cuadrada y = √x podría definirse a partir de y2 = x, la función y = arcsen(x) se define de modo que sen(y) = x. Para un número real dado x, con −1 ≤ x ≤ 1, hay múltiples (de hecho, numerables infinitos) números y tales que sen(y) = x; por ejemplo, sen(0) = 0, pero también sen(π) = 0, sen(2π) = 0, etc. Cuando solo se desea un valor, la función puede restringirse a su rama principal. Con esta restricción, para cada x en el dominio, la expresión arcsen(x) producirá un valor único, llamado su valor principal. Estas propiedades se aplican a todas las funciones trigonométricas inversas.
Las principales inversas se enumeran en la siguiente tabla.
| Nombre          | Notación usual | Definición | Dominio de x con resultado real | Rango de valores principales usuales (radianes) | Rango de valores principales usuales (grados) |
| --------------- | -------------- | ---------- | ------------------------------- | ----------------------------------------------- | --------------------------------------------- |
| arco seno       | y = arcsen(x)  | x = sen(y) | −1 ≤ x ≤ 1                      | −π2 ≤ y ≤ π2                                    | −90° ≤ y ≤ 90°                                |
| arco coseno     | y = arccos(x)  | x = cos(y) | −1 ≤ x ≤ 1                      | 0 ≤ y ≤ π                                       | 0° ≤ y ≤ 180°                                 |
| arco tangente   | y = arctan(x)  | x = tan(y) | todos los números reales        | −π2 < y < π2                                    | −90° < y < 90°                                |
| arco cotangente | y = arccot(x)  | x = cot(y) | todos los números reales        | 0 < y < π                                       | 0° < y < 180°                                 |
| arco secante    | y = arcsec(x)  | x = sec(y) | x ≥ 1 o x ≤ -1                  | 0 ≤ y < π2 o π2 < y ≤ π                         | 0° ≤ y < 90° o 90° < y ≤ 180°                 |
| arco cosecante  | y = arccsc(x)  | x = csc(y) | x ≤ −1 o 1 ≤ x                  | −π2 ≤ y < 0 o 0 < y ≤ π2                        | −90° ≤ y < 0° o 0° < y ≤ 90°                  |

(Nota: algunos autores definen el rango del arco secante como (0 ≤ y < π2 o π ≤ y < 3π2), porque la función tangente no es negativa en este dominio. Esto hace que algunos cálculos sean más consistentes. Por ejemplo, utilizando este rango, tan(arcsec(x)) = √x2 − 1, mientras que con el rango (0 ≤ y < π2 o π2 < y ≤ π), se tendría que escribir tan(arcsec(x)) = ±√x2 − 1, ya que la tangente no es negativa en 0 ≤ y < π2, pero tampoco es positiva en π2 < y ≤ π. Por una razón similar, los mismos autores definen el rango del arco cosecante como −π < y ≤ −π2 o 0 < y ≤ π2.)
Si se permite que x sea un número complejo, entonces el rango de y se aplica solo a su parte real.

### Soluciones generales
Cada una de las funciones trigonométricas es periódica en la parte real de su argumento, recorriendo todos sus valores dos veces en cada intervalo de 2π:
- El seno y la cosecante comienzan su período en 2πk - π2 (donde k es un número entero), terminan en 2πk + π2 y luego se invierten sobre 2πk + π2 a 2πk + 3π2.
- El coseno y la secante comienzan su período en 2πk, lo terminan en 2πk + π, y luego se invierten sobre 2πk + π a 2πk + 2π.
- La tangente comienza su período en 2πk - π2, lo termina en 2πk + π2, y luego lo repite (hacia adelante) sobre 2πk + π2 a 2πk + 3π2.
- La cotangente comienza su período en 2πk, lo termina en 2πk + π, y luego lo repite (hacia adelante) sobre 2πk + π a 2πk + 2π.

Esta periodicidad se refleja en los inversos generales, donde k es un número entero.
La siguiente tabla muestra cómo las funciones trigonométricas inversas pueden usarse para resolver las igualdades que involucran las seis funciones trigonométricas estándar, donde se asume que r, s, x y y se encuentran dentro del rango apropiado.
El símbolo ⇔ es la igualdad lógica. La expresión "LI ⇔ LD" indica indistintamente que: 
- (a) El lado izquierdo de la expresión (es decir, LI) y el lado derecho (es decir, LD) son ambos verdaderos, o bien que
- (b) El lado izquierdo y el lado derecho son ambos falsos.

No existe una opción (c) (por ejemplo, no es posible que la declaración LI sea verdadera y también simultáneamente que la declaración LD sea falsa), porque de lo contrario no se debería haber escrito que "LI ⇔ LD" (consúltese esta nota al pie para ver un ejemplo ilustrando este concepto).
| Condición |   | Solución                                              | donde...         |
| --------- | - | ----------------------------------------------------- | ---------------- |
| sen θ = y | ⇔ | θ = (-1) k arcsen(y) + π k                            | para algún k ∈ ℤ |
| sen θ = y | ⇔ | θ = arcsen(y) + 2 π k o θ = - arcsen(y) + 2 π k + π   | para algún k ∈ ℤ |
| csc θ = r | ⇔ | θ = (-1) k arccsc(r) + π k                            | para algún k ∈ ℤ |
| csc θ = r | ⇔ | θ = arccsc(y) + 2 π k o θ = - arccsc(y) + 2 π k + π   | para algún k ∈ ℤ |
| cos θ = x | ⇔ | θ = ± arccos(x) + 2 π k                               | para algún k ∈ ℤ |
| cos θ = x | ⇔ | θ = arccos(x) + 2 π k o θ = - arccos(x) + 2 π k + π   | para algún k ∈ ℤ |
| sec θ = r | ⇔ | θ = ± arcsec(r) + 2 π k                               | para algún k ∈ ℤ |
| sec θ = r | ⇔ | θ = arcsec(x) + 2 π k o θ = - arcsec(x) + 2 π k + 2 π | para algún k ∈ ℤ |
| tan θ = s | ⇔ | θ = arctan(s) + π k                                   | para algún k ∈ ℤ |
| cot θ = r | ⇔ | θ = arccot(r) + π k                                   | para algún k ∈ ℤ |

#### Valores iguales de las funciones
En la siguiente tabla, se muestra cómo dos ángulos θ y φ deben estar relacionados, si sus valores bajo una función trigonométrica dada son iguales o tienen el signo cambiado.
| Igualdad  | Igualdad | Igualdad  |   | Solución | Solución | Solución | Solución | Solución              | Solución | Solución | donde...         | También una solución para |
| --------- | -------- | --------- | - | -------- | -------- | -------- | -------- | --------------------- | -------- | -------- | ---------------- | ------------------------- |
| sen θ     | =        | sen φ     | ⇔ | θ =      | (-1) k   | φ        | +        |                       | π k      |          | para algún k ∈ ℤ | csc θ = csc φ             |
| cos θ     | =        | cos φ     | ⇔ | θ =      | ±        | φ        | +        | 2                     | π k      |          | para algún k ∈ ℤ | sec θ = sec φ             |
| tan θ     | =        | tan φ     | ⇔ | θ =      |          | φ        | +        |                       | π k      |          | para algún k ∈ ℤ | cot θ = cot φ             |
| - sen θ   | =        | sen φ     | ⇔ | θ =      | (-1) k+1 | φ        | +        |                       | π k      |          | para algún k ∈ ℤ | csc θ = - csc φ           |
| - cos θ   | =        | cos φ     | ⇔ | θ =      | ±        | φ        | +        | 2                     | π k      | + π      | para algún k ∈ ℤ | sec θ = - sec φ           |
| - tan θ   | =        | tan φ     | ⇔ | θ =      | -        | φ        | +        |                       | π k      |          | para algún k ∈ ℤ | cot θ = - cot φ           |
| \|sen θ\| | =        | \|sen φ\| | ⇔ | θ =      | ±        | φ        | +        |                       | π k      |          | para algún k ∈ ℤ | \|tan θ\| = \|tan φ\|     |
|           | ⇕        |           | ⇔ | θ =      | ±        | φ        | +        | \|csc θ\| = \|csc φ\| | π k      |          | para algún k ∈ ℤ |                           |
| \|cos θ\| | =        | \|cos φ\| | ⇔ | θ =      | ±        | φ        | +        | \|sec θ\| = \|sec φ\| | π k      |          | para algún k ∈ ℤ |                           |
|           |          |           | ⇔ | θ =      | ±        | φ        | +        | \|cot θ\| = \|cot φ\| | π k      |          | para algún k ∈ ℤ |                           |

### Relaciones entre funciones trigonométricas y funciones trigonométricas inversas
Se tabulan a continuación las funciones trigonométricas de las funciones trigonométricas inversas. Una forma rápida de deducirlas es considerando la geometría de un triángulo rectángulo, con un lado de longitud 1 y otro lado de longitud x, aplicando a continuación el teorema de Pitágoras y las definiciones de las razones trigonométricas. Las deducciones puramente algebraicas son más largas. Vale la pena señalar que para arco secante y arco cosecante, el diagrama asume que x es positivo, y por lo tanto, el resultado debe corregirse mediante el uso de valores absolutos y la operación signo (sgn).
| {\displaystyle \theta }                   | {\displaystyle \sin(\theta )}                                                    | {\displaystyle \cos(\theta )}                                                    | {\displaystyle \tan(\theta )}                                                                     | Diagrama |
| ----------------------------------------- | -------------------------------------------------------------------------------- | -------------------------------------------------------------------------------- | ------------------------------------------------------------------------------------------------- | -------- |
| {\displaystyle \arcsin(x)}                | {\displaystyle \sin(\arcsin(x))=x}                                               | {\displaystyle \cos(\arcsin(x))={\sqrt {1-x^{2}}}}                               | {\displaystyle \tan(\arcsin(x))={\frac {x}{\sqrt {1-x^{2}}}}}                                     |          |
| {\displaystyle \arccos(x)}                | {\displaystyle \sin(\arccos(x))={\sqrt {1-x^{2}}}}                               | {\displaystyle \cos(\arccos(x))=x}                                               | {\displaystyle \tan(\arccos(x))={\frac {\sqrt {1-x^{2}}}{x}}}                                     |          |
| {\displaystyle \arctan(x)}                | {\displaystyle \sin(\arctan(x))={\frac {x}{\sqrt {1+x^{2}}}}}                    | {\displaystyle \cos(\arctan(x))={\frac {1}{\sqrt {1+x^{2}}}}}                    | {\displaystyle \tan(\arctan(x))=x}                                                                |          |
| {\displaystyle \operatorname {arccot}(x)} | {\displaystyle \sin(\operatorname {arccot}(x))={\frac {1}{\sqrt {1+x^{2}}}}}     | {\displaystyle \cos(\operatorname {arccot}(x))={\frac {x}{\sqrt {1+x^{2}}}}}     | {\displaystyle \tan(\operatorname {arccot}(x))={\frac {1}{x}}}                                    |          |
| {\displaystyle \operatorname {arcsec}(x)} | {\displaystyle \sin(\operatorname {arcsec}(x))={\frac {\sqrt {x^{2}-1}}{\|x\|}}} | {\displaystyle \cos(\operatorname {arcsec}(x))={\frac {1}{x}}}                   | {\displaystyle \tan(\operatorname {arcsec}(x))=\operatorname {sgn}(x){\sqrt {x^{2}-1}}}           |          |
| {\displaystyle \operatorname {arccsc}(x)} | {\displaystyle \sin(\operatorname {arccsc}(x))={\frac {1}{x}}}                   | {\displaystyle \cos(\operatorname {arccsc}(x))={\frac {\sqrt {x^{2}-1}}{\|x\|}}} | {\displaystyle \tan(\operatorname {arccsc}(x))={\frac {\operatorname {sgn}(x)}{\sqrt {x^{2}-1}}}} |          |

### Relaciones entre las funciones trigonométricas inversas
Ángulos complementarios:
{\displaystyle {\begin{aligned}\arccos(x)&={\frac {\pi }{2}}-\arcsin(x)\\[0.5em]\operatorname {arccot}(x)&={\frac {\pi }{2}}-\arctan(x)\\[0.5em]\operatorname {arccsc}(x)&={\frac {\pi }{2}}-\operatorname {arcsec}(x)\end{aligned}}}
Argumentos negativos:
{\displaystyle {\begin{aligned}\arcsin(-x)&=-\arcsin(x)\\\arccos(-x)&=\pi -\arccos(x)\\\arctan(-x)&=-\arctan(x)\\\operatorname {arccot}(-x)&=\pi -\operatorname {arccot}(x)\\\operatorname {arcsec}(-x)&=\pi -\operatorname {arcsec}(x)\\\operatorname {arccsc}(-x)&=-\operatorname {arccsc}(x)\end{aligned}}}
Argumentos recíprocos:
{\displaystyle {\begin{aligned}\arccos \left({\frac {1}{x}}\right)&=\operatorname {arcsec}(x)\\[0.3em]\arcsin \left({\frac {1}{x}}\right)&=\operatorname {arccsc}(x)\\[0.3em]\arctan \left({\frac {1}{x}}\right)&={\frac {\pi }{2}}-\arctan(x)=\operatorname {arccot}(x)\,,{\text{ si }}x>0\\[0.3em]\arctan \left({\frac {1}{x}}\right)&=-{\frac {\pi }{2}}-\arctan(x)=\operatorname {arccot}(x)-\pi \,,{\text{ si }}x<0\\[0.3em]\operatorname {arccot} \left({\frac {1}{x}}\right)&={\frac {\pi }{2}}-\operatorname {arccot}(x)=\arctan(x)\,,{\text{ si }}x>0\\[0.3em]\operatorname {arccot} \left({\frac {1}{x}}\right)&={\frac {3\pi }{2}}-\operatorname {arccot}(x)=\pi +\arctan(x)\,,{\text{ si }}x<0\\[0.3em]\operatorname {arcsec} \left({\frac {1}{x}}\right)&=\arccos(x)\\[0.3em]\operatorname {arccsc} \left({\frac {1}{x}}\right)&=\arcsin(x)\end{aligned}}}

Los valores principales habituales de las funciones arcsin (x) (rojo) y arccos (x) (azul) representados en el plano cartesiano

Los valores principales habituales de las funciones arctan (x) (rojo) y arccot (x) (azul) representados en el plano cartesiano

Los valores principales habituales de las funciones arcsec (x) (rojo) y arccsc (x) (azul) representados en el plano cartesiano

Identidades útiles si solo se tiene un fragmento de una tabla de seno:
{\displaystyle {\begin{aligned}\arccos(x)&=\arcsin \left({\sqrt {1-x^{2}}}\right)\,,{\text{ si }}0\leq x\leq 1{\text{ , de donde se obtiene }}\\\arccos &\left({\frac {1-x^{2}}{1+x^{2}}}\right)=\arcsin \left({\frac {2x}{1+x^{2}}}\right)\,,{\text{ si }}0\leq x\leq 1\\\arcsin &\left({\sqrt {1-x^{2}}}\right)={\frac {\pi }{2}}-\operatorname {sgn}(x)\arcsin(x)\\\arccos(x)&={\frac {1}{2}}\arccos \left(2x^{2}-1\right)\,,{\text{ si }}0\leq x\leq 1\\\arcsin(x)&={\frac {1}{2}}\arccos \left(1-2x^{2}\right)\,,{\text{ si }}0\leq x\leq 1\\\arcsin(x)&=\arctan \left({\frac {x}{\sqrt {1-x^{2}}}}\right)\\\arctan(x)&=\arcsin \left({\frac {x}{\sqrt {1+x^{2}}}}\right)\\\operatorname {arccot}(x)&=\arccos \left({\frac {x}{\sqrt {1+x^{2}}}}\right)\end{aligned}}}
Siempre que se use aquí la raíz cuadrada de un número complejo, se elige la raíz con la parte real positiva (o la parte imaginaria positiva si el cuadrado es real negativo).
Un formulario útil que se deriva directamente de la tabla anterior es
{\displaystyle \arctan \left(x\right)=\arccos \left({\sqrt {\frac {1}{1+x^{2}}}}\right)\,,{\text{ si }}x\geq 0}.
Se obtiene reconociendo que {\displaystyle \cos \left(\arctan \left(x\right)\right)={\sqrt {\frac {1}{1+x^{2}}}}=\cos \left(\arccos \left({\sqrt {\frac {1}{1+x^{2}}}}\right)\right)}.
De la fórmula del ángulo mitad, {\displaystyle \tan \left({\tfrac {\theta }{2}}\right)={\tfrac {\sin(\theta )}{1+\cos(\theta )}}}, se obtiene:
{\displaystyle {\begin{aligned}\arcsin(x)&=2\arctan \left({\frac {x}{1+{\sqrt {1-x^{2}}}}}\right)\\[0.5em]\arccos(x)&=2\arctan \left({\frac {\sqrt {1-x^{2}}}{1+x}}\right)\,,{\text{ si }}-1<x\leq 1\\[0.5em]\arctan(x)&=2\arctan \left({\frac {x}{1+{\sqrt {1+x^{2}}}}}\right)\end{aligned}}}

### Fórmula de la suma de arco tangentes
{\displaystyle \arctan(v)\pm \arctan(u)=\arctan \left({\frac {u\pm v}{1\mp uv}}\right){\pmod {\pi }}\,,\quad uv\neq 1\,.}
Se deduce de la fórmula de la tangente de la suma
{\displaystyle \tan(\alpha \pm \beta )={\frac {\tan(\alpha )\pm \tan(\beta )}{1\mp \tan(\alpha )\tan(\beta )}}\,,} haciendo que
{\displaystyle \alpha =\arctan(u)\,,\quad \beta =\arctan(v)\,.}

## En cálculo

### Derivadas de funciones trigonométricas inversas
Las derivadas para valores complejos de z son los siguientes:
{\displaystyle {\begin{aligned}{\frac {d}{dz}}\arcsin(z)&{}={\frac {1}{\sqrt {1-z^{2}}}}\;;&z&{}\neq -1,+1\\{\frac {d}{dz}}\arccos(z)&{}=-{\frac {1}{\sqrt {1-z^{2}}}}\;;&z&{}\neq -1,+1\\{\frac {d}{dz}}\arctan(z)&{}={\frac {1}{1+z^{2}}}\;;&z&{}\neq -i,+i\\{\frac {d}{dz}}\operatorname {arccot}(z)&{}=-{\frac {1}{1+z^{2}}}\;;&z&{}\neq -i,+i\\{\frac {d}{dz}}\operatorname {arcsec}(z)&{}={\frac {1}{z^{2}{\sqrt {1-{\frac {1}{z^{2}}}}}}}\;;&z&{}\neq -1,0,+1\\{\frac {d}{dz}}\operatorname {arccsc}(z)&{}=-{\frac {1}{z^{2}{\sqrt {1-{\frac {1}{z^{2}}}}}}}\;;&z&{}\neq -1,0,+1\end{aligned}}}
Solo para valores reales de x:
{\displaystyle {\begin{aligned}{\frac {d}{dx}}\operatorname {arcsec}(x)&{}={\frac {1}{|x|{\sqrt {x^{2}-1}}}}\;;&|x|>1\\{\frac {d}{dx}}\operatorname {arccsc}(x)&{}=-{\frac {1}{|x|{\sqrt {x^{2}-1}}}}\;;&|x|>1\end{aligned}}}
Una derivación de ejemplo: si {\displaystyle \theta =\arcsin(x)}, se obtiene:
{\displaystyle {\frac {d\arcsin(x)}{dx}}={\frac {d\theta }{d\sin(\theta )}}={\frac {d\theta }{\cos(\theta )\,d\theta }}={\frac {1}{\cos(\theta )}}={\frac {1}{\sqrt {1-\sin ^{2}(\theta )}}}={\frac {1}{\sqrt {1-x^{2}}}}}

### Expresión como integrales definidas
Integrar la derivada y fijar el valor en un punto da una expresión para la función trigonométrica inversa como una integral definida:
{\displaystyle {\begin{aligned}\arcsin(x)&{}=\int _{0}^{x}{\frac {1}{\sqrt {1-z^{2}}}}\,dz\;,&|x|&{}\leq 1\\\arccos(x)&{}=\int _{x}^{1}{\frac {1}{\sqrt {1-z^{2}}}}\,dz\;,&|x|&{}\leq 1\\\arctan(x)&{}=\int _{0}^{x}{\frac {1}{z^{2}+1}}\,dz\;,\\\operatorname {arccot}(x)&{}=\int _{x}^{\infty }{\frac {1}{z^{2}+1}}\,dz\;,\\\operatorname {arcsec}(x)&{}=\int _{1}^{x}{\frac {1}{z{\sqrt {z^{2}-1}}}}\,dz=\pi +\int _{x}^{-1}{\frac {1}{z{\sqrt {z^{2}-1}}}}\,dz\;,&x&{}\geq 1\\\operatorname {arccsc}(x)&{}=\int _{x}^{\infty }{\frac {1}{z{\sqrt {z^{2}-1}}}}\,dz=\int _{-\infty }^{x}{\frac {1}{z{\sqrt {z^{2}-1}}}}\,dz\;,&x&{}\geq 1\\\end{aligned}}}
Cuando x es igual a 1, las integrales con dominios limitados son impropias, pero aun así están bien definidas.

### Series infinitas
Similar a las funciones seno y coseno, las funciones trigonométricas inversas también se pueden calcular usando series de potencias. Para el arco seno, la serie se puede deducir expandiendo su derivada, {\textstyle {\tfrac {1}{\sqrt {1-z^{2}}}}}, como una serie binomial, e integrando término por término (usando la definición integral como anteriormente). De manera similar, la serie para el arco tangente puede derivarse expandiendo su derivada {\textstyle {\frac {1}{1+z^{2}}}} en una serie geométrica y aplicando la definición integral anterior (véase la serie de Leibniz).
{\displaystyle {\begin{aligned}\arcsin(z)&=z+\left({\frac {1}{2}}\right){\frac {z^{3}}{3}}+\left({\frac {1\cdot 3}{2\cdot 4}}\right){\frac {z^{5}}{5}}+\left({\frac {1\cdot 3\cdot 5}{2\cdot 4\cdot 6}}\right){\frac {z^{7}}{7}}+\cdots \\[5pt]&=\sum _{n=0}^{\infty }{\frac {(2n-1)!!}{(2n)!!}}{\frac {z^{2n+1}}{2n+1}}\\[5pt]&=\sum _{n=0}^{\infty }{\frac {(2n)!}{(2^{n}n!)^{2}}}{\frac {z^{2n+1}}{2n+1}}\,;\qquad |z|\leq 1\end{aligned}}}
{\displaystyle \arctan(z)=z-{\frac {z^{3}}{3}}+{\frac {z^{5}}{5}}-{\frac {z^{7}}{7}}+\cdots =\sum _{n=0}^{\infty }{\frac {(-1)^{n}z^{2n+1}}{2n+1}}\,;\qquad |z|\leq 1\qquad z\neq i,-i}
Las series para las otras funciones trigonométricas inversas se pueden dar en términos de estas de acuerdo con las relaciones dadas anteriormente. Por ejemplo, {\displaystyle \arccos(x)=\pi /2-\arcsin(x)}, {\displaystyle \operatorname {arccsc}(x)=\arcsin(1/x)}, etc. Otra serie viene dada por:
{\displaystyle 2\left(\arcsin \left({\frac {x}{2}}\right)\right)^{2}=\sum _{n=1}^{\infty }{\frac {x^{2n}}{n^{2}{\binom {2n}{n}}}}.}
Leonhard Euler encontró una serie para el arco tangente que converge más rápidamente que su serie de Taylor:
{\displaystyle \arctan(z)={\frac {z}{1+z^{2}}}\sum _{n=0}^{\infty }\prod _{k=1}^{n}{\frac {2kz^{2}}{(2k+1)(1+z^{2})}}.}
(El término en la suma para n = 0 es el producto vacío, que vale 1).
Alternativamente, esto se puede expresar como
{\displaystyle \arctan(z)=\sum _{n=0}^{\infty }{\frac {2^{2n}(n!)^{2}}{(2n+1)!}}{\frac {z^{2n+1}}{(1+z^{2})^{n+1}}}.}
Otra serie para la función arco tangente viene dada por
{\displaystyle \arctan(z)=i\sum _{n=1}^{\infty }{\frac {1}{2n-1}}\left({\frac {1}{(1+2i/z)^{2n-1}}}-{\frac {1}{(1-2i/z)^{2n-1}}}\right),}
donde {\displaystyle i={\sqrt {-1}}} es la unidad imaginaria.

#### Fracciones continuas para el arco tangente
Dos alternativas a la serie de potencias para el arco tangente son estas fracciones continuas:
{\displaystyle \arctan(z)={\frac {z}{1+{\cfrac {(1z)^{2}}{3-1z^{2}+{\cfrac {(3z)^{2}}{5-3z^{2}+{\cfrac {(5z)^{2}}{7-5z^{2}+{\cfrac {(7z)^{2}}{9-7z^{2}+\ddots }}}}}}}}}}={\frac {z}{1+{\cfrac {(1z)^{2}}{3+{\cfrac {(2z)^{2}}{5+{\cfrac {(3z)^{2}}{7+{\cfrac {(4z)^{2}}{9+\ddots }}}}}}}}}}}
La segunda de ellas es válida en el plano complejo. Hay dos cortes, desde −i hasta el punto en el infinito, bajando por el eje imaginario, y desde i hasta el punto en el infinito, subiendo por el mismo eje. Funciona mejor para números reales que van de -1 a 1. Los denominadores parciales son los números naturales impares, y los numeradores parciales (después del primero) son solo (nz)2, y cada cuadrado perfecto aparece una vez. La primera fue desarrollada por Leonhard Euler; la segunda por Carl Friedrich Gauss utilizando la función hipergeométrica.

### Integrales indefinidas de funciones trigonométricas inversas
Para valores reales y complejos de  z :
{\displaystyle {\begin{aligned}\int \arcsin(z)\,dz&{}=z\,\arcsin(z)+{\sqrt {1-z^{2}}}+C\\\int \arccos(z)\,dz&{}=z\,\arccos(z)-{\sqrt {1-z^{2}}}+C\\\int \arctan(z)\,dz&{}=z\,\arctan(z)-{\frac {1}{2}}\ln \left(1+z^{2}\right)+C\\\int \operatorname {arccot}(z)\,dz&{}=z\,\operatorname {arccot}(z)+{\frac {1}{2}}\ln \left(1+z^{2}\right)+C\\\int \operatorname {arcsec}(z)\,dz&{}=z\,\operatorname {arcsec}(z)-\ln \left[z\left(1+{\sqrt {\frac {z^{2}-1}{z^{2}}}}\right)\right]+C\\\int \operatorname {arccsc}(z)\,dz&{}=z\,\operatorname {arccsc}(z)+\ln \left[z\left(1+{\sqrt {\frac {z^{2}-1}{z^{2}}}}\right)\right]+C\end{aligned}}}
Para  x  real ≥ 1:
{\displaystyle {\begin{aligned}\int \operatorname {arcsec}(x)\,dx&{}=x\,\operatorname {arcsec}(x)-\ln \left(x+{\sqrt {x^{2}-1}}\right)+C\\\int \operatorname {arccsc}(x)\,dx&{}=x\,\operatorname {arccsc}(x)+\ln \left(x+{\sqrt {x^{2}-1}}\right)+C\end{aligned}}}
Para todas las  x  reales que no estén entre -1 y 1:
{\displaystyle {\begin{aligned}\int \operatorname {arcsec}(x)\,dx&{}=x\,\operatorname {arcsec}(x)-\operatorname {sgn}(x)\ln \left(\left|x+{\sqrt {x^{2}-1}}\right|\right)+C\\\int \operatorname {arccsc}(x)\,dx&{}=x\,\operatorname {arccsc}(x)+\operatorname {sgn}(x)\ln \left(\left|x+{\sqrt {x^{2}-1}}\right|\right)+C\end{aligned}}}
El valor absoluto es necesario para compensar los valores negativos y positivos de las funciones arco secante y arco cosecante. La función signo también es necesaria debido a los valores absolutos en las derivadas de las dos funciones, que crean dos soluciones diferentes para los valores positivos y negativos de x. Estos se pueden simplificar aún más utilizando las definiciones logarítmicas de las funciones hiperbólicas inversas:
{\displaystyle {\begin{aligned}\int \operatorname {arcsec}(x)\,dx&{}=x\,\operatorname {arcsec}(x)-\operatorname {arcosh} (|x|)+C\\\int \operatorname {arccsc}(x)\,dx&{}=x\,\operatorname {arccsc}(x)+\operatorname {arcosh} (|x|)+C\\\end{aligned}}}
El valor absoluto en el argumento de la función arcosh crea una mitad negativa de su gráfica, haciéndola idéntica a la función logarítmica signo que se muestra arriba.
Todas estas antiderivadas se pueden derivar usando métodos de integración y las formas derivadas simples que se muestran arriba.

#### Ejemplo
Usando {\displaystyle \int u\,dv=uv-\int v\,du} (es decir, el método de integración por partes), se obtiene
{\displaystyle {\begin{aligned}u&=\arcsin(x)&dv&=dx\\du&={\frac {dx}{\sqrt {1-x^{2}}}}&v&=x\end{aligned}}}
Luego
{\displaystyle \int \arcsin(x)\,dx=x\arcsin(x)-\int {\frac {x}{\sqrt {1-x^{2}}}}\,dx,}
que aplicando la simple sustitución siguiente, {\displaystyle w=1-x^{2},\ dw=-2x\,dx} arroja el resultado final:
{\displaystyle \int \arcsin(x)\,dx=x\arcsin(x)+{\sqrt {1-x^{2}}}+C}

## Ampliación al plano complejo

Una superficie de Riemann para el argumento de la relación tan z = x. La superficie naranja de en medio es la función principal, que representa arctan x. La superficie azul de arriba y la verde de abajo están desplazadas verticalmente 2π y −2π respectivamente

Dado que las funciones trigonométricas inversas son funciones analíticas, pueden extenderse desde la línea real al plano complejo. Esto da como resultado funciones con varias superficies y puntos de ramificación. Una forma posible de definir la extensión es:
{\displaystyle \arctan(z)=\int _{0}^{z}{\frac {dx}{1+x^{2}}}\quad z\neq -i,+i}
donde la parte del eje imaginario que no se encuentra estrictamente entre los puntos de ramificación (−iy + i) es el corte de rama entre la superficie principal y las otras. La trayectoria de la integral no debe cruzar un corte de rama. Cuandoz no está en una corte de rama, una ruta en línea recta de 0 a z es una ruta de este tipo. Para z en un corte de rama, el camino debe acercarse desde Re[x] > 0 para la corte de rama superior y desde Re[x] < 0 para el corte de rama inferior.
La función arco seno se puede definir como:
{\displaystyle \arcsin(z)=\arctan \left({\frac {z}{\sqrt {1-z^{2}}}}\right)\quad z\neq -1,+1}
donde (la función raíz cuadrada tiene su corte en el eje real negativo y) la parte del eje real que no se encuentra estrictamente entre −1 y +1 es el corte de rama entre la superficie principal del arco seno y las otras superficies;
{\displaystyle \arccos(z)={\frac {\pi }{2}}-\arcsin(z)\quad z\neq -1,+1}
que tiene el mismo corte que el arco seno;
{\displaystyle \operatorname {arccot}(z)={\frac {\pi }{2}}-\arctan(z)\quad z\neq -i,i}
que tiene el mismo corte que el arco tangente;
{\displaystyle \operatorname {arcsec}(z)=\arccos \left({\frac {1}{z}}\right)\quad z\neq -1,0,+1}
donde la parte del eje real entre −1 y +1 inclusive, es el corte entre la superficie principal del arco secante y las otras superficies;
{\displaystyle \operatorname {arccsc}(z)=\arcsin \left({\frac {1}{z}}\right)\quad z\neq -1,0,+1}
que tiene el mismo corte que el arco secante.

### Formas logarítmicas
Estas funciones también pueden expresarse utilizando logaritmos complejos. Esto extiende su dominios al plano complejo de forma natural. Las siguientes identidades para los valores principales de las funciones se mantienen en todos los lugares donde se definen, incluso en sus cortes de rama.
{\displaystyle {\begin{aligned}\arcsin(z)&{}=-i\ln \left({\sqrt {1-z^{2}}}+iz\right)=i\ln \left({\sqrt {1-z^{2}}}-iz\right)&{}=\operatorname {arccsc} \left({\frac {1}{z}}\right)\\[10pt]\arccos(z)&{}=-i\ln \left({\sqrt {z^{2}-1}}+z\right)={\frac {\pi }{2}}-\arcsin(z)&{}=\operatorname {arcsec} \left({\frac {1}{z}}\right)\\[10pt]\arctan(z)&{}=-{\frac {i}{2}}\ln \left({\frac {i-z}{i+z}}\right)=-{\frac {i}{2}}\ln \left({\frac {1+iz}{1-iz}}\right)&{}=\operatorname {arccot} \left({\frac {1}{z}}\right)\\[10pt]\operatorname {arccot}(z)&{}=-{\frac {i}{2}}\ln \left({\frac {z+i}{z-i}}\right)=-{\frac {i}{2}}\ln \left({\frac {iz-1}{iz+1}}\right)&{}=\arctan \left({\frac {1}{z}}\right)\\[10pt]\operatorname {arcsec}(z)&{}=-i\ln \left(i{\sqrt {1-{\frac {1}{z^{2}}}}}+{\frac {1}{z}}\right)={\frac {\pi }{2}}-\operatorname {arccsc}(z)&{}=\arccos \left({\frac {1}{z}}\right)\\[10pt]\operatorname {arccsc}(z)&{}=-i\ln \left({\sqrt {1-{\frac {1}{z^{2}}}}}+{\frac {i}{z}}\right)=i\ln \left({\sqrt {1-{\frac {1}{z^{2}}}}}-{\frac {i}{z}}\right)&{}=\arcsin \left({\frac {1}{z}}\right)\end{aligned}}}

#### Generalización
Debido a que todas las funciones trigonométricas inversas generan un ángulo de un triángulo rectángulo, se pueden generalizar usando la fórmula de Euler para formar un triángulo rectángulo en el plano complejo. Algebraicamente, se obtiene:
{\displaystyle ce^{\theta i}=c\cos(\theta )+ci\sin(\theta )}
o
{\displaystyle ce^{\theta i}=a+bi}
donde {\displaystyle a} es el lado adyacente, {\displaystyle b} es el lado opuesto y {\displaystyle c} es la hipotenusa. A partir de aquí, se puede resolver para {\displaystyle \theta }.
{\displaystyle {\begin{aligned}e^{\ln(c)+\theta i}&=a+bi\\\ln c+\theta i&=\ln(a+bi)\\\theta &=\operatorname {Im} \left(\ln(a+bi)\right)\end{aligned}}}
o
{\displaystyle \theta =-i\ln \left({\frac {a+bi}{c}}\right)=i\ln \left({\frac {c}{a+bi}}\right)}
Tomar la parte imaginaria funciona para cualquier {\displaystyle a} y {\displaystyle b} de valor real, pero si {\displaystyle a} o {\displaystyle b} tiene un valor complejo, se tiene que usar la ecuación final para que la parte real del resultado no se excluya. Dado que la longitud de la hipotenusa no cambia el ángulo, ignorar la parte real de {\displaystyle \ln(a+bi)} también elimina {\displaystyle c} de la ecuación. En la ecuación final, se ve que el ángulo del triángulo en el plano complejo se puede encontrar utilizando las longitudes de cada lado. Al establecer uno de los tres lados igual a 1 y uno de los lados restantes igual al dato de entrada {\displaystyle z}, se obtiene una fórmula para una de las funciones trigonométricas inversas, para un total de seis ecuaciones. Debido a que las funciones trigonométricas inversas requieren solo una entrada, se debe poner el lado final del triángulo en términos de los otros dos usando la relación del teorema de Pitágoras
{\displaystyle a^{2}+b^{2}=c^{2}}
La siguiente tabla muestra los valores de a, b y c para cada una de las funciones trigonométricas inversas y las expresiones equivalentes para {\displaystyle \theta } que resultan de reemplazar los valores en las ecuaciones anteriores y simplificar.
{\displaystyle {\begin{aligned}&a&&b&&c&&\theta &&\theta _{simplificado}&&\theta _{a,b\in \mathbb {R} }\\\arcsin(z)\ \ &{\sqrt {1-z^{2}}}&&z&&1&&-i\ln \left({\frac {{\sqrt {1-z^{2}}}+zi}{1}}\right)&&=-i\ln \left({\sqrt {1-z^{2}}}+zi\right)&&\operatorname {Im} \left(\ln \left({\sqrt {1-z^{2}}}+zi\right)\right)\\\arccos(z)\ \ &z&&{\sqrt {1-z^{2}}}&&1&&-i\ln \left({\frac {z+i{\sqrt {1-z^{2}}}}{1}}\right)&&=-i\ln \left(z+{\sqrt {z^{2}-1}}\right)&&\operatorname {Im} \left(\ln \left(z+{\sqrt {z^{2}-1}}\right)\right)\\\arctan(z)\ \ &1&&z&&{\sqrt {1+z^{2}}}&&i\ln \left({\frac {\sqrt {1+z^{2}}}{1+zi}}\right)&&={\frac {i}{2}}\ln \left({\frac {i+z}{i-z}}\right)&&\operatorname {Im} \left(\ln \left(1+zi\right)\right)\\\operatorname {arccot}(z)\ \ &z&&1&&{\sqrt {z^{2}+1}}&&i\ln \left({\frac {\sqrt {z^{2}+1}}{z+i}}\right)&&={\frac {i}{2}}\ln \left({\frac {z-i}{z+i}}\right)&&\operatorname {Im} \left(\ln \left(z+i\right)\right)\\\operatorname {arcsec}(z)\ \ &1&&{\sqrt {z^{2}-1}}&&z&&-i\ln \left({\frac {1+i{\sqrt {z^{2}-1}}}{z}}\right)&&=-i\ln \left({\frac {1}{z}}+{\sqrt {{\frac {1}{z^{2}}}-1}}\right)&&\operatorname {Im} \left(\ln \left(1+{\sqrt {1-z^{2}}}\right)\right)\\\operatorname {arccsc}(z)\ \ &{\sqrt {z^{2}-1}}&&1&&z&&-i\ln \left({\frac {{\sqrt {z^{2}-1}}+i}{z}}\right)&&=-i\ln \left({\sqrt {1-{\frac {1}{z^{2}}}}}+{\frac {i}{z}}\right)&&\operatorname {Im} \left(\ln \left({\sqrt {z^{2}-1}}+i\right)\right)\\\end{aligned}}}
En este sentido, todas las funciones trigonométricas inversas se pueden considerar como casos específicos de la función logarítmica de valores complejos. Dado que esta definición funciona para cualquier {\displaystyle z} de valor complejo, esta definición permite obtener ángulos hiperbólicos como resultados y se puede utilizar para definir aún más las funciones hiperbólicas inversas. Las demostraciones elementales de las relaciones también pueden obtenerse a través de la expansión a formas exponenciales de las funciones trigonométricas.

#### Demostración de ejemplo
{\displaystyle \sin(\phi )=z}
{\displaystyle \phi =\arcsin(z)}
Usando la definición exponencial del seno, se obtiene
{\displaystyle z={\frac {e^{\phi i}-e^{-\phi i}}{2i}}}
Sea
{\displaystyle \xi =e^{\phi i}}
Resolviendo para {\displaystyle \phi }
{\displaystyle z={\frac {\xi -{\frac {1}{\xi }}}{2i}}}
{\displaystyle 2iz={\xi -{\frac {1}{\xi }}}}
{\displaystyle {\xi -2iz-{\frac {1}{\xi }}}=0}
{\displaystyle \xi ^{2}-2i\xi z-1\,=\,0}
{\displaystyle \xi =iz\pm {\sqrt {1-z^{2}}}=e^{\phi i}}
{\displaystyle \phi i=\ln \left(iz\pm {\sqrt {1-z^{2}}}\right)}
{\displaystyle \phi =-i\ln \left(iz\pm {\sqrt {1-z^{2}}}\right)}
(se elige la rama positiva)
{\displaystyle \phi =\arcsin(z)=-i\ln \left(iz+{\sqrt {1-z^{2}}}\right)}

## Aplicaciones

### Aplicación: encontrar el ángulo de un triángulo rectángulo

Triángulo rectángulo

Las funciones trigonométricas inversas son útiles cuando se intenta determinar los dos ángulos restantes de un triángulo rectángulo si se conocen las longitudes de los lados del triángulo. Recordando las definiciones de triángulo rectángulo de seno y coseno, se tiene que
{\displaystyle \theta =\arcsin \left({\frac {\text{opuesto}}{\text{hipotenusa}}}\right)=\arccos \left({\frac {\text{adyacente}}{\text{hipotenusa}}}\right).}
A menudo, la hipotenusa se desconoce y debería calcularse antes de usar arcoseno o arcocoseno usando el teorema de Pitágoras: {\displaystyle a^{2}+b^{2}=h^{2}} donde {\displaystyle h} es la longitud de la hipotenusa. El arco tangente es útil en esta situación, ya que no se necesita la longitud de la hipotenusa.
{\displaystyle \theta =\arctan \left({\frac {\text{opuesto}}{\text{adyacente}}}\right)\,.}
Por ejemplo, supóngase que un techo desciende 8 metros cuando se extiende 20 metros horizontalmente. El techo forma un ángulo θ con la horizontal, donde θ se puede calcular de la siguiente manera:
{\displaystyle \theta =\arctan \left({\frac {\text{opuesto}}{\text{adyacente}}}\right)=\arctan \left({\frac {\text{desnivel}}{\text{anchura}}}\right)=\arctan \left({\frac {8}{20}}\right)\approx 21.8^{\circ }\,.}

### En informática e ingeniería

#### Variante de dos argumentos del arco tangente
La función arcotangente de dos parámetros calcula el arcotangente de y/x dados y y x, pero con un rango de (−π, π]. En otras palabras, atan2 (y, x) es el ángulo entre el eje positivo x de un plano y el punto (x, y) en él, con signo positivo para ángulos en sentido antihorario (semiplano superior,y > 0), y signo negativo para ángulos en sentido horario (semiplano inferior,y < 0). Se introdujo por primera vez en muchos lenguajes de programación de computadoras, pero ahora también es común en otros campos de la ciencia y la ingeniería.
En términos de la función estándar arctan, es decir, con un rango de (−π2, π2), se puede expresar de la siguiente manera:
{\displaystyle \operatorname {atan2} (y,x)={\begin{cases}\arctan({\frac {y}{x}})&\quad x>0\\\arctan({\frac {y}{x}})+\pi &\quad y\geq 0\;,\;x<0\\\arctan({\frac {y}{x}})-\pi &\quad y<0\;,\;x<0\\{\frac {\pi }{2}}&\quad y>0\;,\;x=0\\-{\frac {\pi }{2}}&\quad y<0\;,\;x=0\\{\text{undefined}}&\quad y=0\;,\;x=0\end{cases}}}
También es igual al valor principal del argumento del número complejo x + i y.
Esta función también se puede definir utilizando la fórmula de la tangente del ángulo mitad de la siguiente manera:
{\displaystyle \operatorname {atan2} (y,x)=2\arctan \left({\frac {y}{{\sqrt {x^{2}+y^{2}}}+x}}\right)}
siempre que x > 0 o y ≠ 0. Sin embargo, este procedimiento falla si se pretende calcular x ≤ 0 e y = 0, por lo que la expresión no es adecuada para su uso en programas de ordenador.
El orden de argumentos anterior (y, x) parece ser el más común, y en particular se usa según la Organización Internacional de Normalización en el lenguaje de programación C, pero algunos autores pueden usar la convención opuesta (x,y) por lo que se requiere cierta precaución. Estas variaciones se detallan en el artículo atan2.

#### Función de arco con el parámetro de ubicación
En muchas aplicaciones, la solución {\displaystyle y} de la ecuación {\displaystyle x=\tan(y)} es acercarse lo más posible a un valor dado {\displaystyle -\infty <\eta <\infty }. La solución adecuada es producida por el parámetro función arco tangente modificada
{\displaystyle y=\arctan _{\eta }(x):=\arctan(x)+\pi \cdot \operatorname {rni} \left({\frac {\eta -\arctan(x)}{\pi }}\right)\,.}
La función {\displaystyle \operatorname {rni} } redondea al entero más cercano.

#### Precisión numérica
Para ángulos cercanos a 0 y π, el arco coseno es un valor mal condicionado, y por lo tanto, calculará el ángulo con precisión reducida en aplicaciones informáticas (debido al número limitado de dígitos). De manera similar, el arco seno pierde precisión para ángulos cercanos a −π/2 y π/2.